# Curte marțială
Curtea marțială este un tribunal militar. De cele mai multe ori, curțile marțiale sunt instituite în timp de război, de mobilizare sau în timpul unei stări excepționale.
Curtea marțială este împuternicită să determine vina membrilor forțelor armate care fac obiectul legii militare și, dacă inculpatul este găsit vinovat, să decidă asupra pedepsei. Convențiile de la Geneva prevăd ca prizonierii de război, aflați în proces de judecată pentru comiterea crimelor de război, să fie supuși  procedurilor similare ca și în cazul forțelor militare proprii. Curțile marțiale pot fi convocate și în alte scopuri, cum ar fi tratarea încălcărilor legii marțiale și pot implica inculpați civili.
Majoritatea navelor au un tribunal-martial standard care se întâlnește ori de câte ori o navă este pierdută; acest lucru nu presupune că căpitanul este suspectat de abateri, ci doar faptul că împrejurările legate de pierderea navei fac parte din dosarul oficial. Cele mai multe forțe militare mențin un sistem judiciar care încearcă inculpații pentru încălcarea disciplinei militare. Unele țări precum Franța și Germania nu au instanțe marțiale în perioade de pace și folosesc curțile civile.

## Compoziție
De obicei, un tribunal marțial ia forma unui proces cu un judecător prezidat, un procuror și un avocat al apărării (toți avocații și ofițerii instruiți). Formatul exact variază de la o țară la alta și poate depinde, de asemenea, de gravitatea acuzației.

## Jurisdicție
Curțile-marțiale au autoritatea de a încerca o gamă largă de infracțiuni militare, multe dintre care se aseamănă foarte mult cu crime civile precum fraudă, furt sau sperjur. Altele, cum ar fi lașitate, dezertare și nesubordonare, sunt crime pur militare. Infracțiunile militare sunt definite în Legea forțelor armate din 2006 pentru membrii Armatei britanice. Regulamentele forțelor canadiene se regăsesc în regulamentele și ordinele reginei, precum și în Legea privind apărarea națională. Pentru membrii din Statele Unite, infracțiunile de forțe armate sunt reglementate de Codul Uniform de Justiție Militară (UCMJ). Aceste infracțiuni, precum și pedepsele corespunzătoare și instrucțiunile privind modul de desfășurare a unei curți marțiale sunt explicate în detaliu în funcție de fiecare țară și/sau serviciu.

## Curți marțiale în diferite țări

### Canada
Apelurile sunt audiate de Curtea de Apel Curtea Marțială din Canada. Pedeapsa capitală în Canada a fost abrogată, în general, în 1976, iar pentru infracțiunile militare în 1998. Harold Pringle a fost ultimul soldat canadian executat, în 1945.

### Finlanda
În Finlanda, armata are jurisdicție asupra a două tipuri de infracțiuni: 
- cele comise numai de personal militar (neascultare, absențe nemotivate);
- cele comise, în care atât inculpatul cât și victima sunt persoane/organizații militare, iar infracțiunea a fost definită de lege ca fiind  sub jurisdicție militară (furt, crimă, agresiune, fraudă).

Crimele de război și infracțiunile sexuale nu sunt sub jurisdicția militară.
Curțile marțiale propriu-zise sunt instituite numai în timpul unui război, prin decretul Guvernului. Aceste tribunale marțiale au jurisdicție asupra tuturor infracțiunilor comise de persoane militare. Pot gestiona cauze penale împotriva civililor în zone în care instanțele de judecată nu activează, în cazul în care problema este urgentă.  Aceste tribunale marțiale au un judecător cu funcție de președinte și doi membri militari: un ofițer și un subofițer, ofițer de mandat sau un soldat privat. Verdictele unui tribunal marțial de război pot fi atacate în instanța de apel.

### Germania
În Constituția Germaniei (Grundgesetz) (adoptată după cel de-al doilea război mondial din 1949) stabilește în art. 96 alin. 2 că Curțile materiale pot fi stabilite prin legea federală. Astfel de Curți marțiale ar acționa într-un stat de apărare (Verteidigungsfall) și numai împotriva soldaților în străinătate sau pe mare. Cu toate acestea,  astfel de lege nu a fost transmisă până acum, iar soldații germani sunt judecați exclusiv în fața instanțelor civile.

### Luxemburg
În Luxemburg, există trei niveluri de jurisdicție militară:
- Consiliul de Război, compus dintr-un locotenent-colonel (sau superior), un căpitan (sau mai mare) și un judecător civil al unei curți regionale.
- Curtea Militară de Apel este compusă din doi magistrați înalți ai unei curți civile de apel și un maior (sau mai mare).
- Curtea Supremă Militară care se ocupă nu numai de cazurile militare, ci și de acte de înaltă trădare, de sabotaj, de forme organizate de terorism și de crime împotriva umanității. Formată din doi magistrați ai Curții de Apel civile, un judecător al unei curți civile regionale și un locotenent-colonel (sau mai mare) al armatei.[6]

### Olanda
În Olanda, membrii armatei sunt judecați de o secție militară specială a curții civile din Arnhem. Completul de judecată este format dintr-un membru militar și doi judecători civili. 

### Singapore
În conformitate cu Legea Forțelor Armate din Singapore, orice ofițer are dreptul să reprezinte militari atunci când sunt judecați pentru infracțiuni militare în instanțele militare. Cazurile sunt examinate la Centrul Curții Marțiale din Kranji Camp II.